# Renault 8

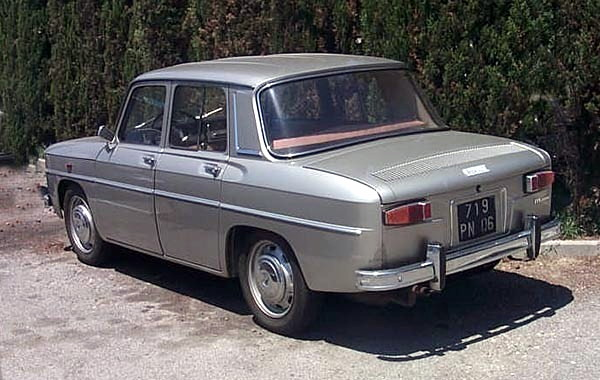
Heckansicht

Der Renault 8 (kurz R8) ist eine viertürige Limousine des französischen Automobilherstellers Renault, die von Mitte 1962 bis Sommer 1973 hergestellt wurde. Der Motor mit vier Zylindern in Reihe und hängenden Ventilen war längs im Heck eingebaut und wassergekühlt. Das Fahrzeug besaß Einzelradaufhängung, vorn eine Doppelquerlenkerachse und hinten eine Pendelachse. Es gab hydraulisch betätigte Scheibenbremsen rundum und eine Zahnstangenlenkung.

## Entwicklungsgeschichte
Der R8 besaß eine selbsttragende, kompakte viertürige Stufenhecklimousinen-Karosserie. Technisch wie auch äußerlich war er dem kurz zuvor herausgebrachten Simca 1000 ähnlich. Die Karosserien beider Fahrzeuge wurden von Chausson hergestellt, auch die Motoren mit der fünffach gelagerten Kurbelwelle waren sich sehr ähnlich. Simca und Renault waren voneinander unabhängige, konkurrierende Unternehmen, weshalb die offensichtlich tiefgreifende Kooperation ein eher ungewöhnlicher Vorgang war, zumal beide Fahrzeuge für denselben Markt vorgesehen waren. Simca war als französische Verkaufsorganisation von Fiat entstanden, um Handelsschranken zu umgehen (Societé Anonyme Francaise Automobiles Fiat – SAFAF). Simca stellte anfänglich in Lizenz den kleinen Topolino (Simca 6) her, begann aber bald die Karosserien zu modifizieren. Noch der Simca 9 (Aronde) war eine Parallelkonstruktion zum Fiat 1400. Nach Wegfall der Einfuhrbeschränkungen endete auch die Zusammenarbeit, aber die Produkte in der Entwicklungspipeline basierten noch auf gemeinsamen Wurzeln. Ungewöhnlich war auch die parallele Verfolgung sowohl des Front- als auch Heckmotorkonzepts, was Renault mit den etwa zeitgleich eingeführten Typen R4 und R8 unterstrich. Die Karosserieform beider Fahrzeuge erinnerte an das 1960 vorgestellte Konzeptfahrzeug Alfa Romeo Tipo 103, das jedoch technisch anders ausgelegt war. Die Produktion des R8 begann im Juni 1962.
Der Motor des Vorläufertyps Dauphine ging konstruktiv auf den Motor des 4CV zurück und konnte nicht weiter aufgebohrt werden. Stattdessen verwendete man einen neu entwickelten, bereits vom Floride bekannten Motor, der im R8 eine Leistung von 29,5 KW (40 PS) entwickelte. Wie auch der R4 besaß der R8 als Besonderheit ein verschlossenes Kühlsystem. Anstatt mit einem wartungsfreien Fahrwerk wie der R4 war der R8 jedoch wieder mit Schmiernippeln versehen. Die Kupplung stellte eine neuartige Besonderheit dar, sie besaß eine Federscheibe anstatt der sonst üblichen Druckplatte mit Schraubenfedern und Druckfinger. Lenkung und Getriebe wurden im Wesentlichen von der Dauphine übernommen. Die Achsen wiederum stammten von der Floride S. Neu waren Scheibenbremsen an allen Rädern.
Bereits 1963 erhielt der R8 ein neues Viergang-Getriebe, bei dem die Gänge zwei bis vier synchronisiert waren, ab 1964 auch der erste Gang. Ebenfalls ab 1963 war auf Wunsch ein Automatikgetriebe mit elektromagnetischer Jaeger-Kupplung und automatisiertem Schaltvorgang verfügbar. Die Automatik arbeitete dabei rein mechanisch und wurde über Drucktasten im Armaturenbrett gesteuert. Sie wurde fortan auch in der Dauphine-Automatik und später beim Parallelmodell R10 verwendet. Beim Motor handelte es sich um den Sierra mit einer fünffach gelagerten Kurbelwelle. Der Wagen erreichte 130 km/h und hatte einen 38 l fassenden Tank.
1964 brachte Renault den Renault 8 Gordini mit 1108 cm³ Hubraum und 63 kW (86 PS) heraus. Der R8 Gordini war üblicherweise blau lackiert mit zwei abgesetzten weißen Streifen, die auf der Fahrerseite über Motorhaube, Fahrzeugdach und -heck verliefen.
1967 kam ein überarbeitetes Modell heraus, nun mit zusätzlichen Fernscheinwerfern, einem zweiten Tank (26 l), 5-Gang-Getriebe und einem 1254-cm³-Motor mit 65 kW (88 PS).
Im Sommer 1965 folgte der Renault 10 als Variante des R8 mit verlängertem Bug und Heck, der R8 Major wurde durch den R10 Major ersetzt.
Von 1969 bis 1971 gab es den Renault 8 S mit einem Doppelregistervergaser und zwei zusätzlichen Fernscheinwerfern. Die jeweiligen Luxusversionen trugen die Bezeichnung R8 Major.
Der R8 wurde bis zum Sommer 1973 gebaut und hatte keinen direkten Nachfolger.

## Eigenschaften
Die Einbaulage des Motors im Heck hatte im Zusammenhang mit dem Heckantrieb verschiedene Konsequenzen:
- Ein hoher Innenraumgeräuschpegel im Fond
- Unsicheres Fahrverhalten durch Seitenwindempfindlichkeit
- Eine leichtgängige und ausreichend direkte Lenkung für innerstädtische Fahrten
- Ausgezeichnete Traktion

## Motoren und Fahrleistungen

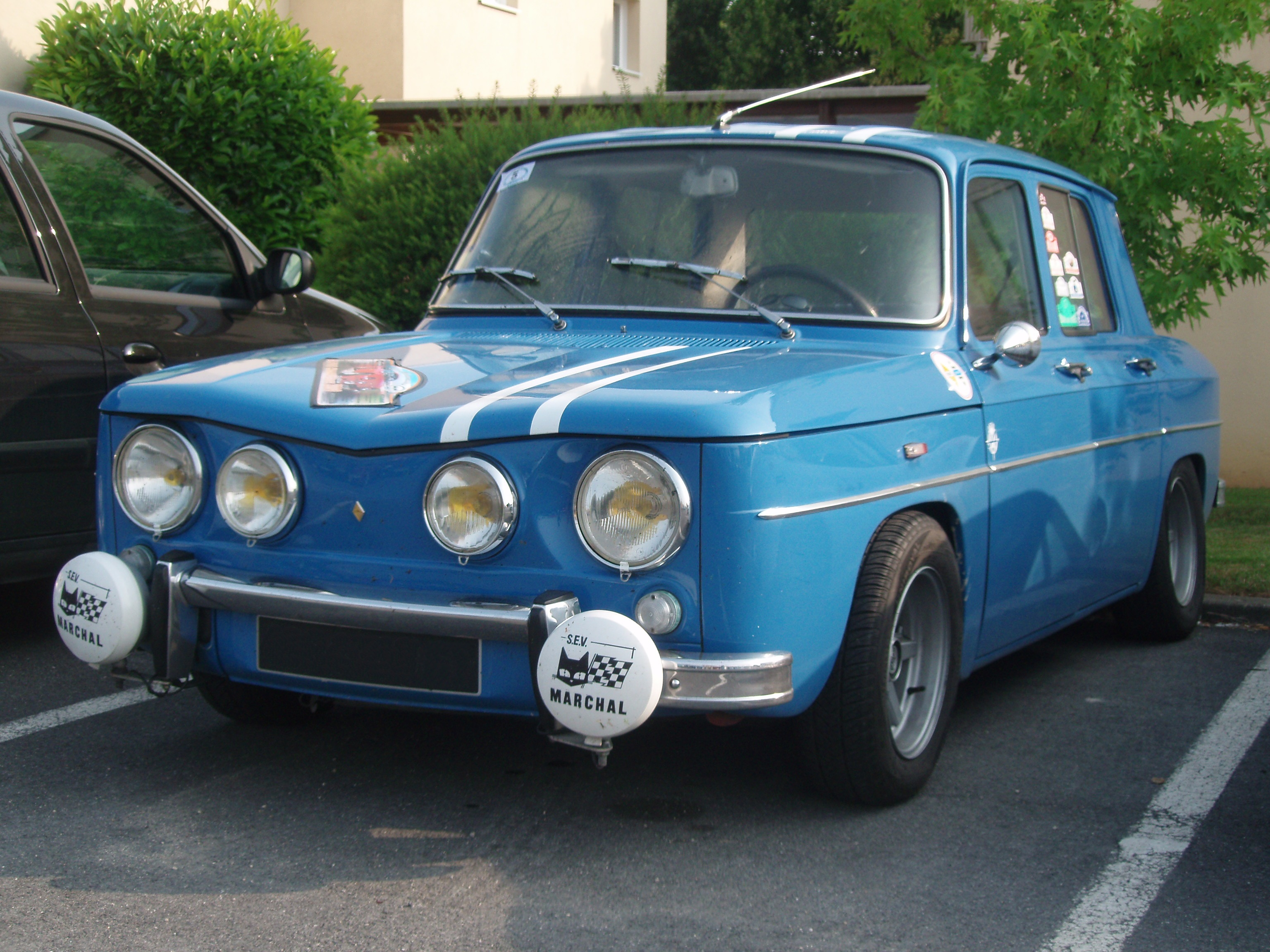
Renault 8 Gordini (1965–1970)

| Typ          | Bauzeitraum | Codenummer | Hubraum  | Vmax     |
| ------------ | ----------- | ---------- | -------- | -------- |
| R8           | 1962–1967   | R 1130     | 956 cm³  | 130 km/h |
| R8 Automatic | 1963–1967   | R 1130     | 956 cm³  | 130 km/h |
| R8 Major     | 1964–1965   | R 1132     | 1108 cm³ | 132 km/h |
| R8 Gordini   | 1964–1967   | R 1134     | 1108 cm³ | 170 km/h |
| R8 Gordini   | 1967–1970   | R 1135     | 1254 cm³ | 175 km/h |
| R8 6CV       | 1968–1973   | R 1136     | 1108 cm³ | 132 km/h |
| R8 S         | 1969–1971   | R 1136     | 1108 cm³ | 145 km/h |

## Lizenznachbauten

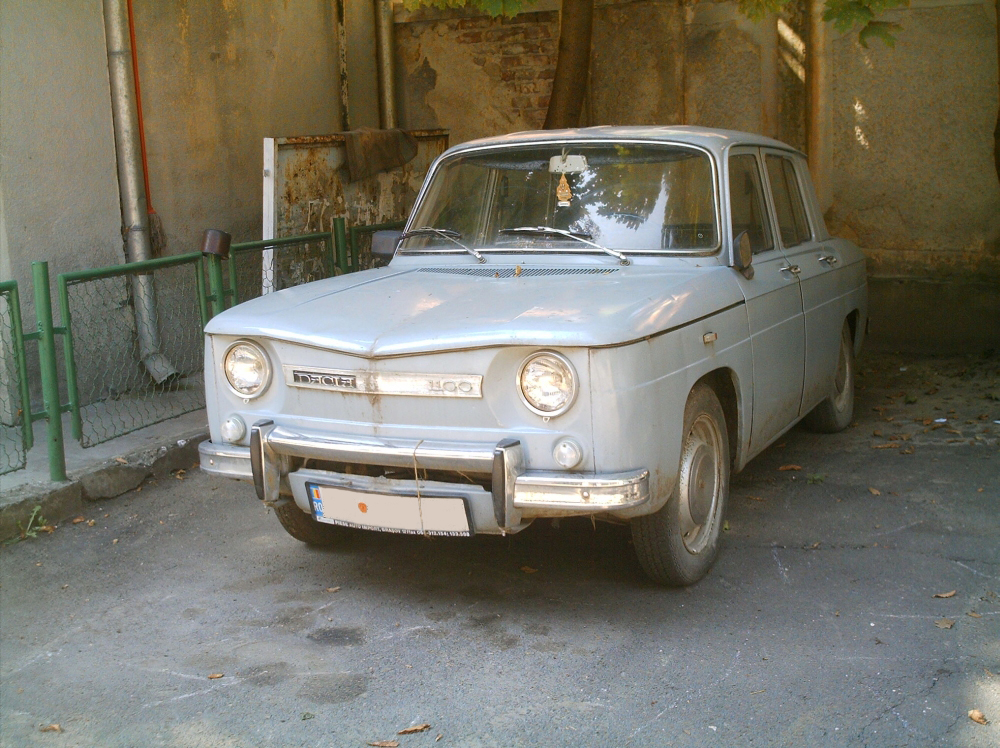
Dacia 1100

Von 1968 bis 1970 wurde der R8 als Dacia 1100 in Rumänien in Lizenz hergestellt. Anfangs bestanden die Fahrzeuge komplett aus Originalteilen, ab 1969 wurden jedoch zunehmend Zulieferteile rumänischer Fertigung verwendet. Insgesamt wurden 26.582 Dacia 1100 hergestellt. Der Dacia 1100 wurde durch den Dacia 1300 abgelöst, einen Lizenznachbau des Renault 12.
Von 1967 bis 1971 wurde der R8 zusammen mit dem R10 als Bulgarrenault in Bulgarien hergestellt. Die Fahrzeuge bestanden überwiegend aus französischen Originalteilen, vereinzelt wurden jedoch auch Teile aus bulgarischer Fertigung eingebaut. Im selben Werk wurde auch die Alpine A110 aus Originalteilen zusammengebaut. Die Kunststoffkarosserien der so genannten Bulgaralpine-Sportwagen wurden in Bulgarien gefertigt. Insgesamt wurden etwa 3500 Fahrzeuge der Typen Bulgarrenault R8, Bulgarrenault R10 und Bulgaralpine hergestellt.

## Trivia
- Der Film The French Dispatch des US-Amerikaners Wes Anderson aus dem Jahr 2021 zeigt den Renault 8 als Polizeiwagen während einer Verfolgungsjagd.